# Plaza de Cisneros
La plaza de Cisneros es una plaza ubicada en Medellín, Colombia. Lleva su nombre en homenaje al ingeniero cubano Francisco Javier Cisneros precursor del Ferrocarril de Antioquia. Se localiza entre la Biblioteca EPM, los Edificios Vásquez y Carré y la Estación del Ferrocarril. En 2002 fue remodelada y desde entonces presenta su aspecto actual.

## Historia

### Antecedentes
En el sistema español, las plazas principales contenían en su marco los diversos poderes: religioso, económico y político. Emblemas primordiales fueron en el interior de las mismas, el templo, el cabildo, la oficina de rentas, etc. Se generaba además, la venta de los productos agrícolas y mercaderías diversas; eran plazas de mercado público. En Medellín se presentaron importantes cambios, cuando se reubicaron algunas de las funciones de la plaza principal (hoy Parque Berrío), a las plazas de mercado cubiertas. 
Debe tenerse en cuenta que a finales del siglo XIX, cuando las guerras civiles habían sido frecuentes, la naciente burguesía, compuesta por comerciantes y mineros, se iniciaban en las sociedades bancarias, buscando la manera de asegurar sus capitales, y hallaron en la adquisición y evolución del negocio de tierras una de las formas más viables, no solo de proteger y garantizar su seguridad económica, sino de multiplicar sus ingresos.
Se dieron cuenta de que uno de los negocios primordiales de entonces era el que hacía referencia a la renta del suelo urbano. Así, optimizar las condiciones de las tierras, abrir calles y plazas, el loteo y la construcción de nuevos proyectos, articulando paulatinamente todo aquello al centro urbano, aumentaba la utilidad del suelo urbano.

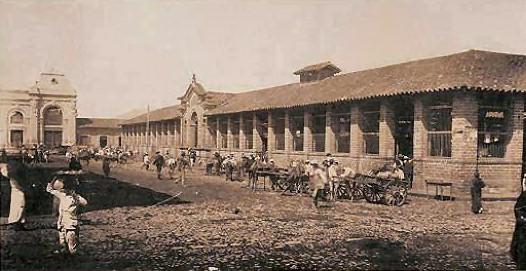
Antigua Plaza de mercado cubierta.

Pero por aquellos años, esto no fue suficiente. Se requería lograr la adjudicación un proyecto importante, que optimizara las condiciones de las tierras. Sucedió que el proyecto más significativo en ese momento era la edificación de una plaza de mercado cubierta, para reubicar el mercado que se desenvolvía en lo que hoy se conoce como el Parque Berrío.
Dos grandes grupos surgieron interesados en obtener el privilegio de la plaza y edificarla en los lotes que eran de su propiedad. Los del norte, por un lado, poseían propiedades en las vecindades de la actual Iglesia de Jesús Nazareno, y los del sur, en la zona de Guayaquil. 

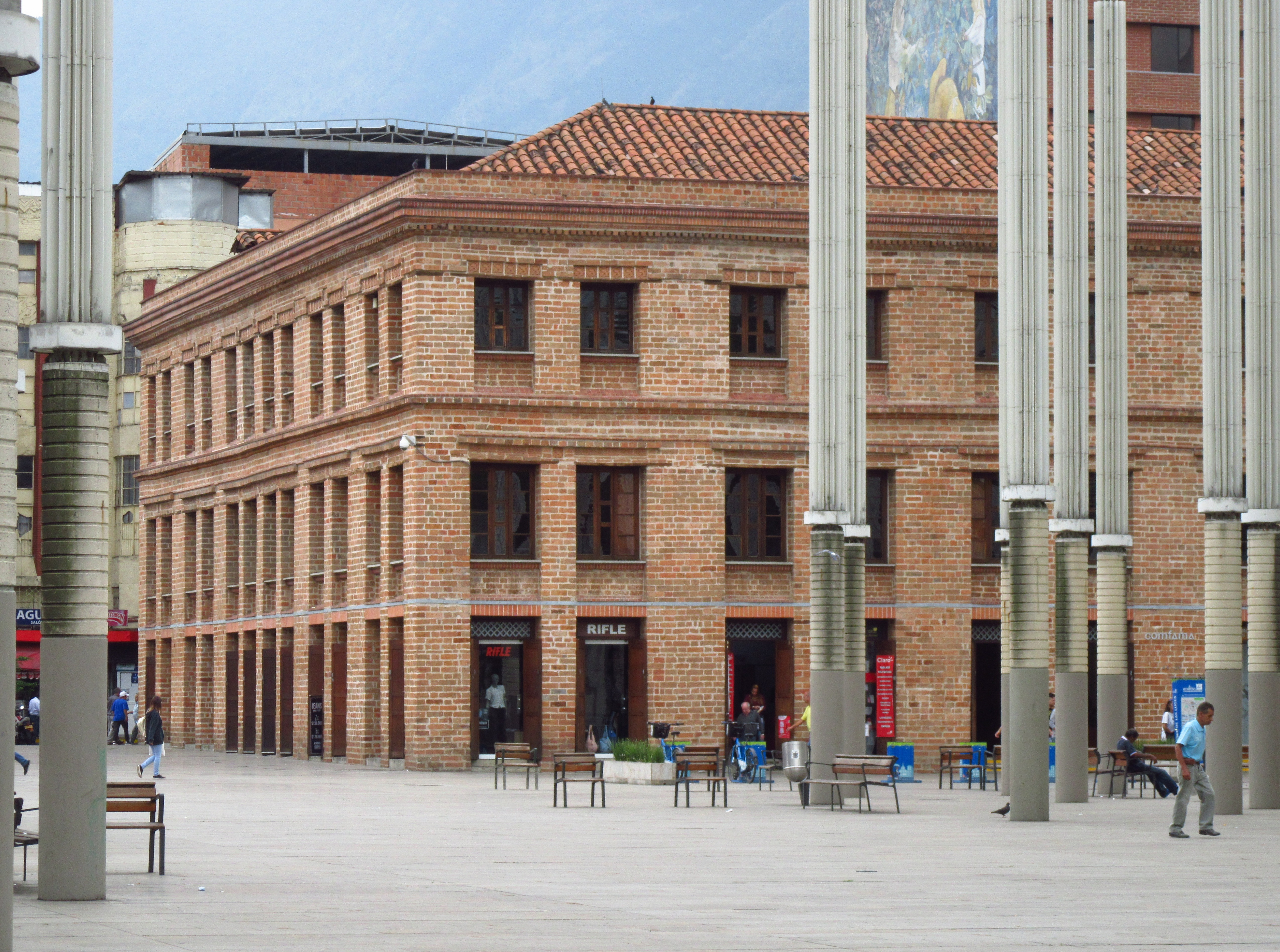
El edificio Vásquez desde la Plaza Cisneros.

Estos últimos terrenos pertenecían a Coriolano Amador (uno de los hombres más ricos de Medellín en aquellos tiempos) y de varias familias, entre ellas, la de los Vásquez: los Vásquez Jaramillo, los Vásquez Uribe, los Vásquez Ospina; los Restrepo y los Uribe, quienes colaboraron con cerca de 27.000 pesos para la licitación que posteriormente les fue adjudicada.
Las obras se realizaron, la plaza de mercado cubierta quedó ubicada en el costado occidental del espacio público que posteriormente se le dio el nombre de Plaza de Cisneros.
A mediados de 1890, Eduardo Vásquez Jaramillo, dueño de los lotes en donde están hoy en día los edificios Carré y Vásquez, contrató al arquitecto francés Carlos Emilio Carré para el diseño y la construcción de dichas edificaciones, en el costado oriental de la plaza, al frente de la plaza de mercado cubierta; todo esto le fue dando más presencia a dicha plaza. La construcción de los dos edificios está estrictamente ligada al desarrollo de todo el conjunto alrededor de la plaza, como también al surgimiento del barrio Guayaquil.

### Nace la Plaza de Cisneros

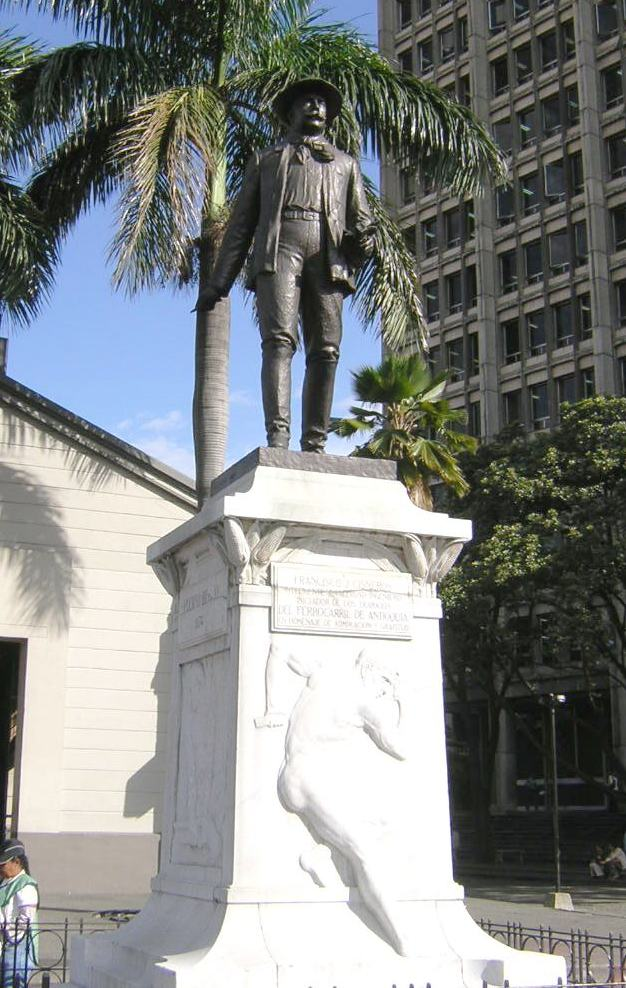
Estatua de Francisco Javier Cisneros, obra de Marco Tobón Mejía.

Con relación a la Plaza de Cisneros, a raíz del fallecimiento del ilustre ingeniero cubano Francisco Javier Cisneros, ocurrido en la ciudad de Nueva York el 7 de julio de 1898, el gobernador del departamento de Antioquia mediante decreto lamentó la fatídica noticia y encarecía al pueblo antioqueño: “La obligación que le impone la gratitud de mantener viva y venerada la memoria de este infatigable y sabio obrero del progreso, que no vaciló en poner su vida en grandes peligros por impulsar la prosperidad de Antioquia”.
Por otro lado, mediante disposición del municipio de Medellín, se estableció que la plaza que ya quedaba al frente de la Estación Medellín del Ferrocarril de Antioquia, llevaría el nombre de Plaza de Cisneros, nombre con el cual se le conoce desde entonces.
Posteriormente, el 6 de mayo de 1920, la Asamblea Departamental de Antioquia mediante la Ordenanza N.º 57, ratificó lo aprobado por la Junta del Ferrocarril sobre la erección de un monumento conmemorativo del ilustre ingeniero, estableciendo que: “el monumento expresado se levantará en la Plaza de Cisneros de esta ciudad”. Dicha Junta procedió a dar cumplimiento a la ordenanza y para ello encomendó la elaboración de la estatua al artista antioqueño Marco Tobón Mejía, quien vivía en aquel momento en París.
El 12 de octubre de 1924, con motivo de los cincuenta años de celebrado el contrato inicial para la construcción del Ferrocarril de Antioquia, se dio comienzo a la inauguración de la estatua de Francisco Javier Cisneros, la cual fue ubicada en la plaza como homenaje rendido por el pueblo antioqueño a tan ilustre personaje.
Tiempo después, la edificación de la antigua Plaza de Mercado (cubierta) y los edificios Vásquez y Carré quedan en desuso, entrando poco a poco en un alto grado de abandono, la calle 44 -San Juan- es ampliada en este sector y la estatua fue desmontada y guardada, además, la zona alrededor de la Plaza de Cisneros sufre un paulatino deterioro tanto urbano como social. En abril de 1994, la Fundación Ferrocarril de Antioquia levantó nuevamente el monumento escultórico en la Plazoleta de la Arcada Pública de la Estación Medellín.

### Renovación y problemas financieros

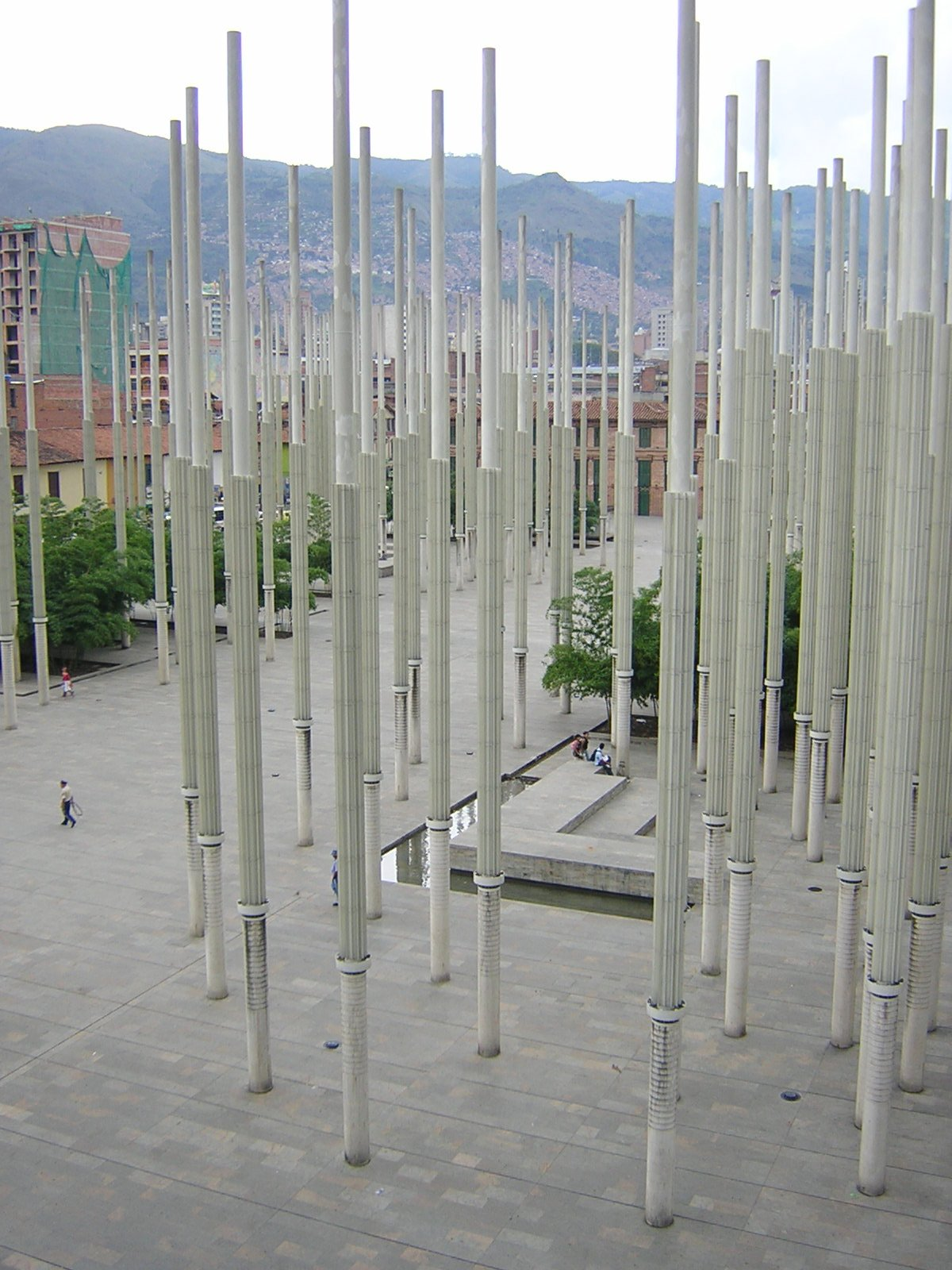
La plaza Cisneros se asemeja a una sala hipóstila de los antiguos templos egipcios.

Como parte de un proyecto para renovar el centro de Medellín, se realizó en 2002 una convocatoria para recuperar la Plaza de Cisneros, implemetada por la administración del exalcalde Luis Pérez, llamada “Medellín es luz, un poema urbano”, en el cual se seleccionó el proyecto del arquitecto Juan Manuel Peláez, realizándose los diseños en 2003.
La propuesta ganadora indicó que el proyectó valía 3.260 millones de pesos, pero el presupuesto estaba mal realizado; si se cumplía con todas las especificaciones de la propuesta inicial, valía en realidad cerca de 12 mil millones de pesos. Finalmente, se hicieron ajustes en los diseños, materiales y obras, con la participación del arquitecto y el proyecto terminó costando la suma de 9.165 millones.
La ejecución del proyecto fue en el gobierno del exalcalde Sergio Fajardo, quien en vista de que el proyecto no tenía reversa viable sin perjudicar al municipio, la administración decidió ejecutarlo pero con ciertas modificaciones. Inicialmente el proyecto proponía 360 torres, de 24 metros de altura (4 metros de base en concreto y 20 metros en estructura metálica), pero se construyeron únicamente 300 torres. Los tubos de 20 metros de altura se redujeron a 18 porque el material estándar viene de 6 metros. Cada tubo tenía unos anillos muy costosos y por eso se optó por unas aletas laterales que se fabricaron con elementos estándar a 12 y 9 metros de altura. La iluminación de la propuesta costaba 1800 millones y se cambió por unas bombillas de muy bajo consumo de energía y bajos costos, ya que otro punto que no se tuvo en cuenta en la propuesta inicial, es que en solo la energía que requería la iluminación original, costaba 16 millones de pesos mensuales.
Finalmente y después de tantos contratiempos, la nueva plaza de Cisneros se inauguró en febrero de 2005, además, la antigua plaza de Mercado (cubierta) había sido totalmente demolida para dar paso a la nueva sede de la Biblioteca EPM inaugurada el 2 de junio del mismo año, luego, los edificios Vásquez y Carré son totalmente restaurados convierten en sedes de importantes entidades, asegurando así el bienestar de las edificaciones.

## Características

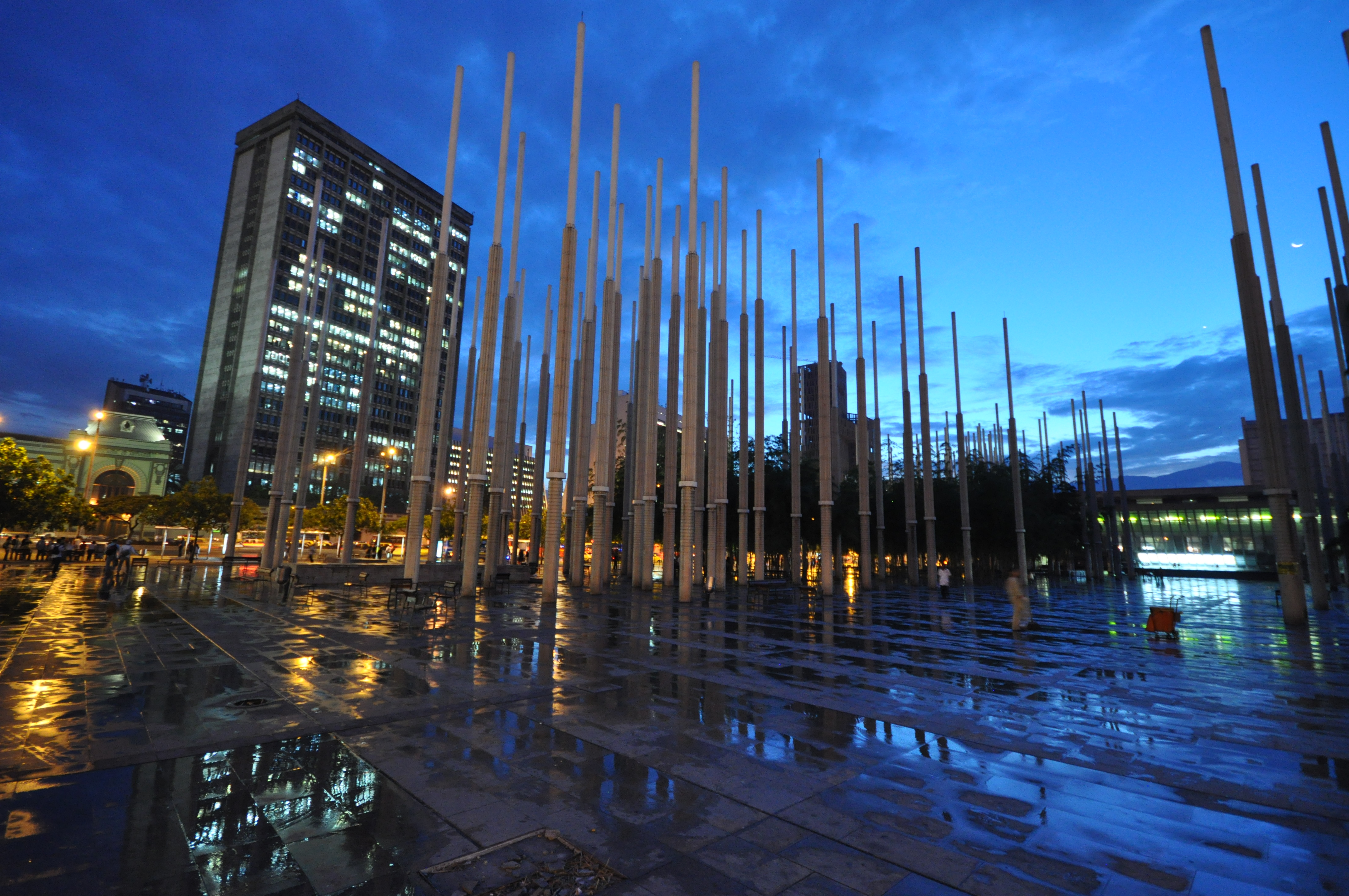
Bosque artificial al anochecer

La plaza de Cisneros ocupa 16.000 m² y se encuentra enmarcada en el costado oriental por los edificios Vásquez y Carré, al occidente por la Biblioteca EPM, al norte por la calle 45 y al sur por la Calle 44 (o San Juan), justo esta calle separa a la Plaza de la antigua Estación Ferrocarril y del centro administrativo La Alpujarra, sede del poder político de la ciudad y del departamento.
El diseño de la nueva plaza de Cisneros realizado por Juan Manuel Peláez y modificado en repetidas ocasiones, cuenta con un gran bosque artificial de 300 postes con una altura máxima de 24 metros, cada uno de ellos con una base de concreto de 4 metros y otros 18 metros en estructura metálica, que iluminan la noche con 2100 reflectores en total (siete en cada torre), y a las que apoyan 170 lámparas de piso. De la misma manera, en la plaza hay fuentes de agua, guaduas (un tipo de bambú), pisos en plataformas de varios niveles y el sistema de iluminación computarizado que simula las fases de la luna.
El amoblamiento urbano en la plaza está a cargo de la empresa Cash Mobiliario, a la cual el municipio le entregó en concesión el mobiliario de la ciudad por 12 años, encargándose de las bancas colectivas, sillas individuales, basureras, paraderos cubiertos para buses, bolardos, etc.
El mantenimiento de la plaza lo realizan varias empresas: Empresas Varias de Medellín hace el aseo; hay un personal de parques que poda y organiza las guaduas y la empresa Caputti y Vieira cuenta con un contrato para organizar los espejos de agua. Hay un contrato para la reposición y reparación las losas y pisos, y columnas rayadas y deterioradas; estos contratos son un mantenimiento asociado al deterioro de la plaza. Paralelo a ello la Gerencia del Centro desarrolló un programa de actividades con un conjunto de entidades vecinas para generar sentido de pertenencia por la plaza.